# Добруське геологічне оголення
До́бруське геологі́чне ого́лення (біл. Добрушскае геалагічнае агаленне) — пам'ятка природи республіканського значення (з 1963) в Білорусі, поблизу міста Добруш Гомельської області. 
Площа 6000 м², охоронна зона навколо 10000 м². Приурочено до виступу корінного берега річки Іпуть, де оголюються шари кварцово-глауконітових пісків харківської свити палеогену.